# Neobathiea keraudrenae
Neobathiea keraudrenae är en orkidéart som beskrevs av Toill.-gen. och Jean Marie Bosser. Neobathiea keraudrenae ingår i släktet Neobathiea och familjen orkidéer. Inga underarter finns listade i Catalogue of Life.